# Преображение Господне (Благоевград)
„Преображение Господне“ е православна църква в Благоевград, България, част от Неврокопската епархия на Българската православна църква.

## История
Църквата е гробищен храм, разположен на старите гробища в южната част на града. Построен е през 60-те години на XX век на мястото на по-стар параклис. В архитектурно отношение храмът представлява еднокорабна базилика. Отвън е облицована с камък. Иконите на иконостаса са дело на руския иконописец йеромонах Николай Шелехов. Край храма са гробовете на много градски свещеници.